# ثقافة غواتيمالا
تعكسُ ثقافة غواتيمالا تأثيرات شعب المايا المتأثر بالثقافة الإسبانية. هناك نوعٌ من التباين في غواتيمالا بين قروي شعب المايا الذين يعيشون في في المرتفعات الريفية ويُعانون من الفقر وبينَ  سُكَّان الميستيثو الذي يوصفون بـ «التحضّر» ويعيشون حياة الرفاهيّة نسبيًا ويقطنون المُدن والسهول الزراعية المحيطة.

## الأطباق

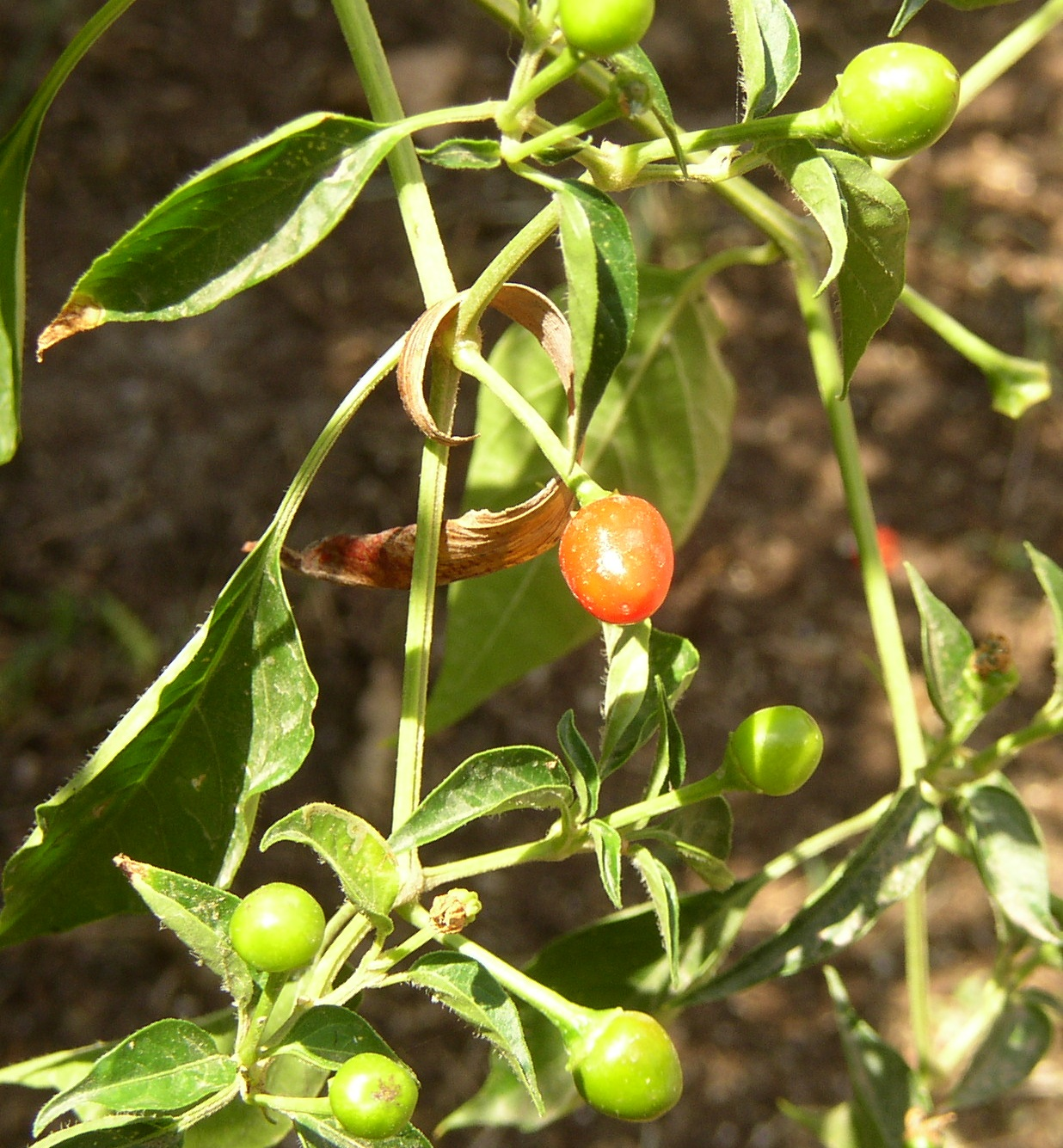
فلفلٌ شائعٌ يُستخدم في بعض الأطباق الغواتيمالية

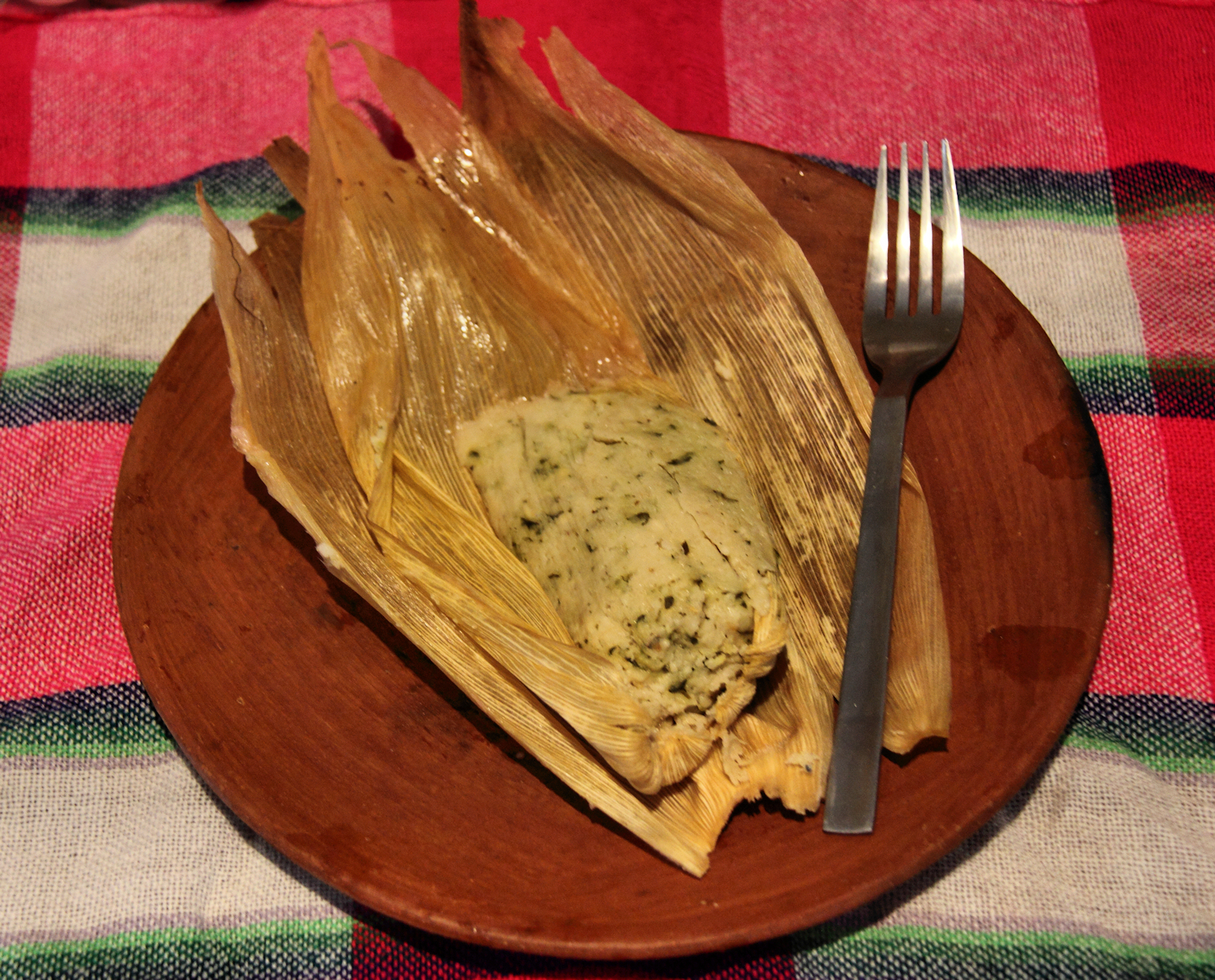
طبقٌ شائعٌ في غواتيمالا يُؤكل عادةً على العشاء

يعكسُ المطبخ الغواتيمالي طبيعةً مُتعددةَ الثقافات في غواتيمالا؛ حيث أنه يتضمَّن طعامًا يختلفُ في الذوق اعتمادًا على المنطقة. يوجد في غواتيمالا 22 قسمًا (أو شُعبًا) لكلٍّ منها أنواعًا مختلفة جدًا من الطعام؛ فعلى سبيل المثال لا الحصر تشتهر مدينة أنتيغوا غواتيمالا بحلِّتها حيثُ تستخدم العديد من المكونات المحلية مثل الفواكه والبذور والمكسرات مع العسل والحليب المكثف وغيرها من المحليات التقليدية.
تعتمدُ العديد من الأطعمة التقليدية على مأكولات شعوب المايا حيثُ تتميز بشكلٍ بارزٍ بالحضور الدائم تقريبًا للذرة والفاصوليا كمكوناتٍ رئيسية. قد يكون للأطباقِ المختلفة نفس اسم الأطباق من بلدٍ مجاورٍ؛ لكنها في الواقع قد تكونُ مختلفة تمامًا كما هو الحال مع أكلة كويساديلا الغواتيماليّة التي لها – أو بالأحرى لاسمها – وجودٌ في المكسيك لكنها لا تُشبه نظيراتها هناك تمامًا.
هناك أيضًا أطعمة تقليدية لتناولها في أيام معينة من الأسبوع؛ فعلى سبيل المثال لا الحصر عادةً ما يأكلُ الغواتيماليون يوم الخميس طبقًا يُسمَّى الباشيس (بالإسبانية: paches)‏ والذي يُشبه طبق تامال المصنوع من قاعدةٍ من البطاطس كما يتناولُ الكثير من أفرادِ الشعب الغواتيمالي في أيام الأحد أكلة تاماليس التي يتكرَّر توجدها في أيام العُطل أيضًا. ترتبطُ بعض الأطباق أيضًا بمناسبات خاصة؛ مثل طبق فيامبر (بالإسبانية: Fiambre)‏ في جميع القديسين في الأول من تشرين الثاني/نوفمبر من كل سنة وطبق تاماليس (بالإسبانية: Tamales)‏ في أعياد الميلاد.
يُقال إنَّ هناك مئات الأنواع من طبق التامال في جميعِ أنحاء غواتيمالا؛ ويكمنُ اختلافها في مكوّنات الطبق بما في ذلك حضور أو غياب واحدٍ أو كلٍ من الذرة، البطاطاس والأرز كما أنَّ هناك اختلافات على مُستوى الحشوة التي قد تتكوّن من اللحم، الفواكه و/أو المكسرات بالإضافةِ إلى الاختلافِ في ما يُلفُّ به الطبق والحديثُ هنا عن الأوراق أو القشور. الجدير بالذكرِ هنا أنَّ حضارة المايا القديمة قد استمرّّت لنحوِ ست مائة عام قبل أن تنهار حوالي عام 900 بعد الميلاد؛ كما أنَّ ما يقربُ من نصفِ سكان غواتيمالا هم من شعبِ المايا ويُعتبرون من السكان الأصليين الذين يعيشون في جميع أنحاء البلاد ويزرعون الذرة كمحصولٍ أساسي.

## الموسيقى
تُعدُّ الماريمبا – وهي آلة نقريَّة مجهولة الهوية من عائلة السيلوفون – أحد أشهر الآلات الموسيقية في غواتيمالا حيثُ يُعزف عليها لعبها في جميع أنحاء البلاد تقريبًا ويُجيد اللعب عليها عددٌ كبيرٌ من الموسيقيين. تعرفُ هذه الآلة انتشارًا واسعًا في المناطق الريفيّة أما في تلك المدنية؛ فهناك فرق موسيقية متكاملة تعزفُ على عددٍ لا بأس بهِ من الآلات عند المناسبات بما في ذلك مواكب الصوم الكبير و‌عيد القيامة وكذلك في المُناسبات الشخصيّة. لدى الغاريفونيون والمنحدرين من منطقة البحر الكاريبي الذين ينتشرونَ على الساحل الشمالي الشرقي للبحر الكاريبي أصنافٌ متميزةٌ من الموسيقى الشعبية و‌التقليديّة.
تتمتع غواتيمالا أيضًا بتقليدٍ يرجعُ تاريخه إلى ما يقربُ من خمسةِ قرونٍ من الموسيقى الفنية التي تمتدُّ من الهتاف الليتورجي الأول الذي ظهر عام 1524 إلى الموسيقى الفنية المعاصرة. لقد اكتُشفت الكثير من الموسيقى التي تم تأليفها في غواتيمالا من القرن السادس عشر إلى القرن التاسع عشر على يدِ عددٍ من العلماء مؤخرًا فتمَّ إحياءها من قِبل فنانين آخرين.

## المنسوجات
يشتهر شعب المايا بمنسوجاتهِ المصنوعة من خيوطٍ زاهية الألوان يسنجُ بها القمصان والبلوزات والفساتين. تتميز كل قرية بنمطها الخاص؛ ما يُتيح إلى حدٍ ما تمييز مسقط رأس الشخص من خلال الملابس التي يرتديها.

## الدين
تُمثل الكنيسة الرومانية الكاثوليكية مجتمعةً مع ديانة شعوب المايا الديانة التوفيقية التي سادت جميع أنحاء غواتيمالا وما زالت موجودة في المناطق الريفية؛ لكن حركة الخمسينية البروتستانتية تمكّنت من الإطاحة بالأولى في وقتٍ ما لتُصبح الديانة السائدة في مدينة غواتيمالا وغيرها من المراكز الحضرية وحتى المدن متوسطة الحجم.